# Serrasalmus compressus
Serrasalmus compressus är en fiskart som beskrevs av Jégu, Leão och Santos, 1991. Serrasalmus compressus ingår i släktet Serrasalmus och familjen Characidae. Inga underarter finns listade i Catalogue of Life.